# Hot Jazz Band
A Hot Jazz Band Kossuth-díjas magyar jazz-zenekar, amelynek repertoárja elsősorban az 1920-as–1940-es évek amerikai és magyar dzsessz-számait öleli fel. Különösen népszerűek a két világháború közti magyar swing- és jazzdalok, filmzenék interpretációi.

## Története
A zenekart Bényei Tamás alapította 1985-ben, azóta is a vezetője. Megalakulásuk a sorkatonai szolgálatnak, azon belül egy, a laktanyában szervezett „Ki Mit Tud?” műsornak köszönhető. A tagok leszerelésük után is együtt maradtak. Akkori nevük Jazztramps volt, főként dixieland zenét játszottak. Eleinte utcazenészként működtek, de néhány alkalommal eljutottak külföldre is.
A zenekar neve 1988-tól Hot Jazz Band. A tagság lassan állandósult, kialakult saját egyéni stílusuk, melyben a dixieland mellett a hangsúly a szving-korszak különféle zenéire helyeződőtt. A hivatásos zenekarrá válás folyamata a kilencvenes évek elején kezdődött. 1994-ben egy kiküldött felvétel alapján meghívták őket a Le Havre-ban megrendezett nemzetközi Louis Armstrong jazzversenyre, melyet megnyertek, ezzel elindultak a nemzetközi karrier útján.
Az országban szinte egyedüliként felvállalták a huszas-negyvenes évek gyakorlatilag elfeledett, esetenként hozzáférhetetlen magyar dalainak és filmslágereinek korhű eljátszását és albumokon való közreadását. Eme dalok eredeti felvételei a magnetofon és a mikrobarázdás hanglemez feltalálása előtt készültek. Részben gyenge hangminőségük, részben a háború előtti korszak negligálása miatt hosszú időn keresztül nem voltak hallhatók. A nyolcvanas években már tucatnyi válogatásalbum jelent meg a korszak slágereivel és filmzenéivel, ám a hangminőség értelemszerűen gyenge maradt. A Hot Jazz Band több albumot szentelt ezen dalok tökéletes hangminőségű, korhű bemutatásának és ezzel újra köztudatba emelésének. A hiteles tolmácsoláshoz Bényei Tamás kialakított egy különleges, csak a régi magyar gramofonlemezeken hallható énekstílust. 
2006-ban a Miskolci Szimfonikusok, Kovács László karnagy vezetésével, valamint a Budapesti Vonósok közös fellépésre hívták meg a Hot Jazz Bandet. A zenekar négy év alatt négy nemzetközi versenyt nyert, miközben a valaha megrendezett két hazai versenyen is győzedelmeskedett, s mindezek mellé két eMeRTon- és egy Líra-díjat is kapott.  A Szabó István rendezte 2005-ös Rokonok című film zenéjét is ők játszották föl.
George Gershwin születésének 100-ik évfordulóját a szerző műveiből összeállított lemezzel ünnepelték.
Rendszeresen szerepelnek az Amerikai Egyesült Államokban, így 2006-ban már hatodízben játszottak Sacramentóban, a világ legnagyobb szabású jazztalálkozóján.

## Tagjai
- Bényei Tamás – trombita, bendzsó, ének
- Kovács Tamás – harsona
- Fodor László – klarinét, altszaxofon
- Galbács István – dob
- Juhász Zoltán – bőgő, gitár
- Szabó Lóránt – gitár, bendzsó

## Albumok
Egyes albumai igen népszerűek – a Szívemben titokban című album közel tízezer példányban kelt el, ami jazz vonatkozásban csúcsnak számít. A Best Of albumuk két év alatt közel négyezer példányban fogyott el.
- Hot Jazz Band – 1995
- A szívemben titokban – 1998
- Hot Jazz Band plays Gershwin – 1999
- Hot Jazz Band plays Hungarian – 1999. A változatlan tartalmú második kiadás címe: Kislány kezeket fel!
- Hot Jazz Band 15. Jubileum  – 2000
- Best of Hot Jazz Band – 2001
- Hot Jazz Band plays Hungarian Banjo Kings – 2002
- Flyin' to Sacramento – 2004
- Hot Jazz Band 20. Jubileum – 2005
- Itt a luxusvonat – 2006
- Hangosfilm 1. – 2006, a Cotton Club Singers-szel közös limitált album
- Rockin' Chair – 2007
- Celebration with Louis Armstrong – 2008
- Halló! Halló! – 2010
- Egy kis malac (a CD borító és betét Bényei Tamás rajzaival) – 2021

## Díjai, elismerései
- 1994, 1995: Salgótarjáni Dixieland Fesztivál – I. díj
- 1994: Louis Armstrong Nemzetközi Jazz Verseny, Le Havre – I: díj
- 1995: New Orleans Nemzetközi Jazz Verseny, St Raphael – I: díj
- 1996: Az év jazz–zenekara, a Magyar Rádió eMeRTon–díja
- 1997: Megéve Nemzetközi Jazz Verseny, Megéve – I: díj
- 1998: Louis Armstrong Nemzetközi Jazz Verseny, St: Adresse – I: díj, legjobb szólista díja
- 1999: A Magyar Előadóművészetért Alapítvány Líra díja
- 2002: Az év énekese Bényei Tamás, a Magyar Rádió eMeRTon–díja
- 2006: Louis Armstrong Emlékdíj
- 2015: Ezüst Életfa díj, a Magyar Önkormányzatok Szövetségének díja
- 2015: Kossuth-díj
- 2023: Fonogram díj az év hazai gyermekalbumáért[1]

## Filmek, amelyekben a zenekar közreműködött
- 2004: Bergendy Péter – Állítsátok meg Terézanyut
- 2006: Elek Judit – A hét nyolcadik napja
- 2010: Szabó István – Rokonok
- 2013: Tóth Roland – Gondolatok a pincében
- 2015: Gárdos Péter – Hajnali láz
- 2017: Gárdos Éva – Budapest Noire
- 2019: Vitézy László – Házasságtörés
- 2022: Vitézy László – Az énekesnő